# Pflanzenintelligenz
Unter dem Begriff Pflanzenintelligenz wird ein kontroverses theoretisches Konzept aus der Biologie der Pflanzen zusammengefasst, welches den Gewächsen eine Befähigung zur „Problemlösung“ zuschreibt. Die Hypothese einer „Grünen Intelligenz“ geht auf Charles Darwins Studien zur Keimlingsentwicklung zurück.

## Geschichte
In seinem vorletzten Buch über die Bewegungsvorgänge der Pflanzen (The Power of Movements in Plants) formulierte Darwin eine „Wurzelspitzen-Hirn-Hypothese“.
Diese besagt, dass die Spitze der Keimwurzel die Funktion des Gehirns bei einem niedrigen Tier erfüllt; dieses Hirn (der Keimpflanze) sitzt im untersten Ende des Körpers, empfängt Eindrücke über die Sinnesorgane und bestimmt damit die zahlreichen Bewegungen (der Wurzel).
Die Darwin’sche Theorie wurde über Jahrzehnte hinweg überprüft und ausgebaut. Heute ist bekannt, dass die Kalyptra (Wurzelhaube) nicht nur die Schwerkraft, sondern auch Licht, Berührung, Luftfeuchtigkeit und andere Reize wahrnehmen kann. Aus dieser „Hirn-Analogie“ entwickelten moderne Pflanzenphysiologen ab dem Jahr 2002 das Konzept der Plant Intelligence (Pflanzenintelligenz).

## Argumente für und gegen die Pflanzenintelligenz
In einem Artikel im Magazin Der Spiegel wurde 2014 das Konzept der Pflanzenintelligenz vorgestellt und dort unter Verweis auf Aussagen führender Experten kontrovers diskutiert.
So zählt z. B. der italienische Pflanzenphysiologe Stefano Mancuso zu den Befürwortern dieser Idee. Er argumentierte, Pflanzen hätten ein dem Nervensystem von Tieren analoges Gewebe ausgebildet, daher sei der Begriff Pflanzenneurobiologie gerechtfertigt. Mancuso führt zur Unterstützung seiner These zur Pflanzenintelligenz u. a. an, dass die Gewächse über geniale „Problemlösungsstrategien“ verfügen würden, so z. B. bezüglich der Abwehr von Fressfeinden, der Signaltransduktion bei Verwundung, wie auch der angeblichen Befähigung zum Austausch von Signalen innerhalb des Individuums und zwischen einzelnen Gewächsen in dichten Pflanzenbeständen. Mancuso argumentierte z. B. wie folgt: „In der Pflanze … finden wir die Intelligenz in ihrer einfachsten Form, noch ohne spezialisierte Nervenzellen.“ Als Beispiel führt er die fleischfressende Venusfliegenfalle oder die Mimose an. „Intelligenz ist Problemlösung … und darin sind Pflanzen nicht schlechter als viele Tiere.“
Diesen Thesen setzte der Biologe Ulrich Kutschera die folgenden Argumente entgegen: „Pflanzen galten lange als Wachstumsautomaten, die einfach nur ihr Programm abspulten.“ Er verweist auf die Geringschätzung der Pflanzenwissenschaften in der Öffentlichkeit und spricht von einer verkannten Disziplin: „Die Medien begeistern sich für Krebstherapien, für die Genomforschung oder die Intelligenz von Schimpansen“, sagt Kutschera. „Wen interessiert dagegen, dass Pflanzen Rezeptoren für blaues Licht haben?“ Vertreter der Pflanzenintelligenz wenden demgegenüber ein, die Problemlösungsfähigkeit der Gewächse läge im Zusammenspiel ihrer Teile, so z. B. der unzähligen Wurzelspitzen einer heranwachsenden Nutzpflanze. Kutschera wies hingegen im Spiegel-Beitrag darauf hin, dass die Zubilligung einer Intelligenz an Pflanzen esoterischen Spekulationen freien Raum bieten würden: „Pflanzen sind ungemein sensitiv, Tieren darin durchaus vergleichbar – mit Ringelwürmern können sie allemal mithalten“, argumentierte er. Kutschera warnte 2014 davor, dieses an pseudowissenschaftliche Hypothesen erinnernde Konzept in die breite Öffentlichkeit zu tragen.

## Aktuelle Debatte mit Bezug zur menschlichen Intelligenz
In einem umfassenden Journalbeitrag legte Trewavas 2017 seine Argumente zur Unterstützung der postulierten Pflanzenintelligenz dar und definierte diese Befähigung als „adaptiv variables Verhalten während des Lebens eines individuellen Organismus“, wobei er auch auf die „Problemlösungs-Strategie“ der Gewächse hingewiesen hat.
Ähnliche Argumente hat auch Mancuso zusammengetragen.
Diese Interpretation wurde von Kutschera ausführlich erörtert und kritisch diskutiert. Zunächst führte er Beispiele zur vermeintlichen Intelligenz der Gewächse an, wobei die „Probleme“ Licht-Stellung der Laubblätter (analog pendelnder Sonnenblumen)
, die Abgabe von flüssigem Wasser bei H2O-Sättigung der Erde, das Blattstiel-Wachstum überfluteter Seerosen-Gewächse, die Insekten-Blüten-Interaktionen und die „Selbst-Beerdigung“ bei Gladiolen-Zwiebeln dargestellt sind. Des Weiteren beschreibt Kutschera die von Trewavas mit vermeintlicher „primitiver Intelligenz“ ausgestatteten Myxomyceten. Unter Bezugnahme auf die von Julius Sachs bereits erkannte hohe Sensitivität der Gewächse
weist er die Annahme einer „Pflanzenintelligenz“ mit folgenden Argumenten zurück: Würde man den Gewächsen ein „Problemlösungs-Vermögen“ zugestehen, so wären z. B. auch die von Kutschera und Elliott
als „Würmer mit Charakter“ bezeichneten, mit den Oligochaeten verwandten Egel (Hirudinea), wie auch zahlreiche andere „niedere Organismen“, als intelligente Lebewesen zu kennzeichnen. Unter Verweis auf den Intelligenz-Begriff beim Menschen (u. a. verbunden mit kreativen Leistungen) argumentiert Kutschera, Pflanzen seien „lebende Sonnenkraftwerke mit Herz ohne Seele“, die ein hohes Maß an Sensibilität aufweisen, nicht aber über Intelligenz und Bewusstsein verfügen.
Mit der Zuschreibung einer „Grünen Intelligenz“ sei eine „Abgrenzung zur Pflanzen-Esoterik“ und dem weit verbreiteten Volks-Glauben an metaphysische Lebenskräfte usw. kaum noch möglich, argumentierte Kutschera. Des Weiteren greift er die These einer „Pflanzen-Würde“ auf und legt dar, dass dieser problematische Begriff z. B. als „Respekt vor der Vegetation“ interpretiert werden kann. Damit würde man den Pflanzen „einen Wert unabhängig von den Eigeninteressen des Menschen“ zugestehen, was im Lichte der anhaltenden Zerstörung tropischer Regenwälder vernünftig sei.